# Ömer Rıza
Ömer Rıza (ur. 8 listopada 1979 w Londynie) – angielski piłkarz, grający na pozycji napastnika.  Był zawodnikiem m.in. Arsenalu, West Hamu, Cambridge United, Denizlisporu i Trabzonsporu. Karierę sportową rozpoczynał jako karateka (brązowy pas), jednak szybko wybrał drogę piłkarza. W wieku 9 lat został zawodnikiem Edmonton Rovers.

## Kariera w Arsenalu
Omer został zaproszony na testy do Watford i Leyton Orient, jednak w wieku 11 lat został sprowadzony do Arsenalu, którego menadżerem był George Graham. W listopadzie 1998 roku debiutował w pierwszym składzie w meczu Puchar Ligi przeciwko Derby County. Wyjeżdżał z drużyną na dwa mecze Ligi Mistrzów - przeciwko Panathinaikosowi AO i Dynamo Kijów. W sezonie 1998/1999 został wypożyczony do holenderskiego ADO Den Haag, gdzie zdobył 5 bramek.